# Primera "A" (AFC)
La Primera "A" constituye el tercer nivel de competición del sistema de ligas de fútbol de Bolivia y es la primera categoría regional en el departamento de Cochabamba. Su organización depende de la Asociación de Fútbol Cochabamba.

## Historial

### Era amateur (1914-1954)[1]
| Temporada | Campeón          | Subcampeón |
| --------- | ---------------- | ---------- |
| 1914      |                  |            |
| 1915      |                  |            |
| 1916      |                  |            |
| 1917      |                  |            |
| 1918      |                  |            |
| 1919      |                  |            |
| 1920      | Racing           |            |
| 1921      | Racing           |            |
| 1922      |                  |            |
| 1923      |                  |            |
| 1924      |                  |            |
| 1925      |                  |            |
| 1926      |                  |            |
| 1927      |                  |            |
| 1928      |                  |            |
| 1929      |                  |            |
| 1930      |                  |            |
| 1931      | New Players      |            |
| 1932      |                  |            |
| 1933      | GUERRA DEL CHACO |            |
| 1934      | GUERRA DEL CHACO |            |
| 1935      |                  | Aurora     |
| 1936      |                  | Aurora     |
| 1937      |                  | Aurora     |
| 1938      | Aurora           |            |
| 1939      | Aurora           |            |
| 1940      | Aurora           |            |
| 1941      | Aurora           |            |
| 1942      | Aurora           |            |
| 1943      |                  | Aurora     |
| 1944      | Aurora           |            |
| 1945      | New Players      | Aurora     |
| 1946      | Aurora           |            |
| 1947      | Aurora           |            |
| 1948      | Veltzé           | Aurora     |
| 1949      | Veltzé           | Aurora     |
| 1950      | Aurora           | Veltzé     |
| 1951      | Ferroviario      | Veltzé     |
| 1952      | New Players      | Veltzé     |
| 1953      | Bata             | Aurora     |
| 1954      | Aurora           |            |

| Temporada | Campeón           | Subcampeón        |
| --------- | ----------------- | ----------------- |
| 1955      | Bata              | Petrolero         |
| 1956      | Bata              | Petrolero         |
| 1957      | Jorge Wilstermann | Aurora            |
| 1958      | Jorge Wilstermann | Aurora            |
| 1959      | Jorge Wilstermann | Aurora            |
| 1960      | Jorge Wilstermann | Aurora            |
| 1961      | Aurora            | Jorge Wilstermann |
| 1962      |                   |                   |
| 1963      | Aurora            | Jorge Wilstermann |
| 1964      | Aurora            | Jorge Wilstermann |
| 1965      | Jorge Wilstermann | Aurora            |
| 1966      | Jorge Wilstermann | Aurora            |
| 1967      | Jorge Wilstermann | Bata              |
| 1968      | Bata              | Litoral           |
| 1969      | Jorge Wilstermann | Petrolero         |
| 1970      | Jorge Wilstermann | Litoral           |
| 1971      | Petrolero         | Aurora            |
| 1972      | Jorge Wilstermann | Petrolero         |
| 1973      | Jorge Wilstermann | Petrolero         |
| 1974      | Jorge Wilstermann | Aurora            |
| 1975      | Jorge Wilstermann | Aurora            |
| 1976      | Jorge Wilstermann | Aurora            |

### 1977 - Actualidad
| Temporada | Campeón                      | Subcampeón                   |
| --------- | ---------------------------- | ---------------------------- |
| 1977      |                              |                              |
| 1978      |                              |                              |
| 1979      |                              |                              |
| 1980      |                              |                              |
| 1981      |                              |                              |
| 1982      |                              |                              |
| 1983      |                              |                              |
| 1984      |                              |                              |
| 1985      |                              |                              |
| 1986      |                              |                              |
| 1987      | Arauco Prado                 | Ingenieros                   |
| 1988      | Petrolero                    |                              |
| 1989      | Petrolero                    | Enrique Happ                 |
| 1990      | Petrolero                    | Litoral                      |
| 1991      | San Pedro                    | Enrique Happ                 |
| 1992      | Metalsan                     | Enrique Happ                 |
| 1993      | Enrique Happ                 | Universitario de San Simón   |
| 1994      | Aurora                       | Universitario de San Simón   |
| 1995      | Aurora                       | San Pedro                    |
| 1996      | Aurora                       | Universitario de San Simón   |
| 1997      | Aurora                       | Universitario de San Simón   |
| 1998      | Aurora                       | Enrique Happ                 |
| 1999      | Aurora                       | Universitario de San Simón   |
| 2000      | Aurora                       | Cala Cala                    |
| 2001      | Aurora                       | Independiente de Quillacollo |
| 2002      | Aurora                       | Independiente de Quillacollo |
| 2003      | Independiente de Quillacollo | Esparta                      |
| 2004      | Independiente de Quillacollo | Esparta                      |
| 2005      | Independiente de Quillacollo | Esparta                      |
| 2006      | Esparta                      | Aurora B                     |
| 2007      | Universitario de San Simón   | Real Cochabamba              |
| 2008      | Enrique Happ                 | Nueva Cliza                  |
| 2009      | Universitario de San Simón   | Enrique Happ                 |
| 2010      | Enrique Happ                 | Bata                         |
| 2011      | Jorge Wilstermann            | Enrique Happ                 |
| 2011/12   | Jorge Wilstermann            | Universitario de San Simón   |
| 2012/13   | Municipal de Tiquipaya       | Universitario de San Simón   |
| 2013/14   | Enrique Happ                 | Nueva Cliza                  |
| 2014/15   | Aurora                       | Arauco Prado                 |
| 2015/16   | Municipal de Tiquipaya       | Aurora                       |
| 2016/17   | Aurora                       | Enrique Happ                 |
| 2018      | Bata                         | Enrique Happ                 |
| 2019 I    | Arauco Prado                 | Atlético Palmaflor           |
| 2019 II   | Cochabamba F. C.             | Municipal de Tiquipaya       |
| 2020      | Cancelado                    | Cancelado                    |
| 2021      | San Antonio Bulo Bulo        | Nueva Cliza                  |
| 2022 I    | Nueva Cliza                  | Enrique Happ                 |
| 2022 II   | San Antonio Bulo Bulo        | Enrique Happ                 |
| 2023      | Pasión Celeste               | Municipal de Tiquipaya       |
| 2024      | Municipal de Tiquipaya       | Pasión Celeste               |

## Palmarés
| Club                         | Títulos | Temporadas Título | Subtítulos | Temporadas Subtítulo                                                 |
| ---------------------------- | ------- | --- | ---------- | -------------------------------------------------------------------- |
| Aurora                       | 22      | 1938, 1939, 1940, 1941, 1942, 1944, 1946, 1947, 1950, 1954, 1961, 1963, 1964, 1994, 1995, 1996, 1997, 1998, 1999, 2000, 2001, 2002, 2014/15, 2016/17. | 11         | 1957, 1958, 1959, 1960, 1965, 1966, 1971, 1974, 1975, 1976, 2015/16. |
| Jorge Wilstermann            | 16      | 1957, 1958, 1959, 1960, 1965, 1966, 1967, 1969, 1970, 1972, 1973, 1974, 1975, 1976, 2011, 2011/12.                                                    | 3          | 1961, 1963, 1964.                                                    |
| Enrique Happ                 | 4       | 1993, 2008, 2010, 2013/14. | 8          | 1989, 1991, 1992, 1998, 2009, 2011, 2016/17, 2018.                   |
| Petrolero                    | 3       | 1971, 1989, 1990. | 3          | 1970, 1972, 1973.                                                    |
| Independiente de Quillacollo | 3       | 2003, 2004, 2005. | 2          | 2001, 2002.                                                          |
| Bata                         | 4       | 1953,1955, 1968, 2018. | 2          | 1967, 2010.                                                          |
| Universitario de San Simón   | 2       | 2007, 2009. | 7          | 1993, 1994, 1996, 1997, 1999, 2011/12, 2012/13.                      |
| Municipal de Tiquipaya       | 2       | 2012/13, 2015/16. | 1          | 2019 II.                                                             |
| Esparta                      | 1       | 2006. | 3          | 2003, 2004, 2005.                                                    |
| San Pedro                    | 1       | 1991. | 1          | 1995.                                                                |
| Arauco Prado                 | 2       | 1987, 2019 I. | 1          | 2014/15.                                                             |
| Ferroviarios                 | 1       | 1951. | –          |                                                                      |
| New Players                  | 1       | 1952. | –          |                                                                      |
| Metalsan                     | 1       | 1992. | –          |                                                                      |
| San Antonio Bulo Bulo        | 1       | 2021 | –          |                                                                      |
| Nueva Cliza                  | –       | | 3          | 2008, 2013/14, 2021                                                  |
| Veltzé                       | –       | | 3          | 1951, 1952, 1953                                                     |
| Litoral                      | –       | | 3          | 1968, 1969, 1990.                                                    |
| Cala Cala                    | –       | | 1          | 2000.                                                                |
| Ingenieros                   | –       | | 1          | 1987.                                                                |
| Aurora B                     | –       | | 1          | 2006.                                                                |
| Real Cochabamba              | –       | | 1          | 2007.                                                                |
| Atlético Palmaflor           | –       | | 1          | 2019 I.                                                              |
| Cochabamba F. C.             | –       | | 1          | 2019 II.                                                             |

## Entrenadores campeones
| Año     | Entrenador      | Equipo        |
| ------- | --------------- | ------------- |
| 2019-I  | Freddy Bolívar  | Arauco Prado  |
| 2019-II | Marcelo Claros  | Cochabamba FC |
| 2021    | Hugo Albarracín | San Antonio   |
| 2022    | Daniel Claure   | San Antonio   |